# Поповское (Междуреченский район)
Поповское — деревня в Междуреченском районе Вологодской области.
Входит в состав Сухонского сельского поселения, с точки зрения административно-территориального деления — в Сухонский сельсовет.
Расстояние до районного центра Шуйского по автодороге — 12 км. Ближайшие населённые пункты — Вахрушево, Шихмино, Шонорово, Парфенка, Пионерский, Подберезново.
По переписи 2002 года население — 47 человек (26 мужчин, 21 женщина). Преобладающая национальность — русские (98 %).